# Salto da Cotia
O Salto da Cotia é um salto brasileiro entre os municípios de Tibagi e Castro, na região dos Campos Gerais do estado do Paraná.
O salto é formado por um arroio e a sua queda d'água possui uma altura aproximada de 40 metros, formando uma piscina natural. Está localizado na área rural, próximo a Fenda do Nick, cerca de 45 quilômetros da cidade de Tibagi e 32 quilômetros de Castro. 
Está em uma propriedade particular, sendo permitida a visitação guiada e o acesso principal pode ser feito pela Rodovia Guataçara Borba Carneiro (PR-340) e depois percorrer 8 quilômetros de estrada sem pavimentação.